# جان دارسی اندرسون
جان دارسی اندرسون (انگلیسی: John Anderson; ۲۳ سپتامبر ۱۹۰۸ – ۱۶ آوریل ۱۹۸۸) فرد نظامی اهل بریتانیا بود. وی همچنین برندهٔ جوایزی همچون نشان امپراتوری بریتانیا و نشان حمام شده‌است.